# Bobotovo Groblje
Bobotovo Groblje (en serbe cyrillique: Боботово Гробље) est un village de l'ouest du Monténégro, dans la municipalité de Nikšić.

## Démographie

### Évolution historique de la population
| 1948 | 1953 | 1961 | 1971 | 1981 | 1991 | 2003 |
| ---- | ---- | ---- | ---- | ---- | ---- | ---- |
| 120  | 148  | 153  | 113  | 80   | 84   | 74   |